# Hyloscirtus sarampiona
Hyloscirtus sarampiona es una especie de anfibios de la familia Hylidae.
Es endémica de la vertiente pacífica de la Cordillera Occidental (Colombia).
Sus hábitats naturales son los montanos secos y los ríos.
Está amenazada de extinción por la destrucción de su hábitat natural.